# Alexander McQueen (calciatore)
Alexander McQueen (Londra, 24 marzo 1995) è un ex calciatore grenadino con cittadinanza britannica, di ruolo difensore.

## Carriera

### Club
Nel 2018 ha giocato 10 partite nella prima divisione finlandese con il VPS; ha inoltre giocato 25 partite nella quarta divisione inglese con il Carlisle Utd e nella quinta divisione inglese con Dag & Red, Barnet ed Oxford City.

### Nazionale
Il 12 novembre 2017 ha esordito con la nazionale grenadina giocando l'amichevole pareggiata 2-2 contro Trinidad e Tobago. Nel 2021 ha partecipato alla CONCACAF Gold Cup.

## Statistiche

### Presenze e reti nei club
Statistiche aggiornate al 3 giugno 2021.
| Stagione            | Squadra             | Campionato          | Campionato | Campionato | Coppe nazionali | Coppe nazionali | Coppe nazionali | Coppe continentali | Coppe continentali | Coppe continentali | Altre coppe | Altre coppe | Altre coppe | Totale | Totale |
| Stagione            | Squadra             | Comp                | Pres       | Reti       | Comp            | Pres            | Reti            | Comp               | Pres               | Reti               | Comp        | Pres        | Reti        | Pres   | Reti   |
| ------------------- | ------------------- | ------------------- | ---------- | ---------- | --------------- | --------------- | --------------- | ------------------ | ------------------ | ------------------ | ----------- | ----------- | ----------- | ------ | ------ |
| 2015-2016           | Carlisle Utd        | FL2                 | 21         | 0          | FACup+CdL       | 1+3             | 0+0             | -                  | -                  | -                  | FLT         | 1           | 0           | 26     | 0      |
| 2016-2017           | Carlisle Utd        | FL2                 | 4          | 0          | FACup+CdL       | 0+0             | 0+0             | -                  | -                  | -                  | FLT         | 1           | 0           | 5      | 0      |
| Totale Carlisle Utd | Totale Carlisle Utd | Totale Carlisle Utd | 25         | 0          |                 | 4               | 0               |                    | -                  | -                  |             | 2           | 0           | 31     | 0      |
| 2018                | PS Kemi Kings       | VL                  | 0          | 0          | -               | -               | -               | -                  | -                  | -                  | -           | -           | -           | 0      | 0      |
| 2018                | VPS                 | VL                  | 10         | 0          | -               | -               | -               | -                  | -                  | -                  | -           | -           | -           | 10     | 0      |
| 2018-2019           | Dag & Red           | NL                  | 35         | 5          | FACup+CdL       | 1+2             | 0+0             | -                  | -                  | -                  | -           | -           | -           | 38     | 5      |
| 2019-2020           | Dag & Red           | NL                  | 23         | 1          | FACup+CdL       | 1+2             | 0+0             | -                  | -                  | -                  | -           | -           | -           | 26     | 1      |
| Totale Dag & Red    | Totale Dag & Red    | Totale Dag & Red    | 58         | 6          |                 | 6               | 0               |                    | -                  | -                  |             | -           | -           | 64     | 6      |
| 2020-2021           | Barnet              | NL                  | 34         | 1          | FACup+CdL       | 2+1             | 0+0             | -                  | -                  | -                  | -           | -           | -           | 37     | 1      |
| Totale carriera     | Totale carriera     | Totale carriera     | 127        | 7          |                 | 15              | 0               |                    | -                  | -                  |             | -           | -           | 142    | 7      |

### Cronologia presenze e reti in nazionale
| Cronologia completa delle presenze e delle reti in nazionale ― Grenada | Cronologia completa delle presenze e delle reti in nazionale ― Grenada | Cronologia completa delle presenze e delle reti in nazionale ― Grenada | Cronologia completa delle presenze e delle reti in nazionale ― Grenada | Cronologia completa delle presenze e delle reti in nazionale ― Grenada | Cronologia completa delle presenze e delle reti in nazionale ― Grenada | Cronologia completa delle presenze e delle reti in nazionale ― Grenada | Cronologia completa delle presenze e delle reti in nazionale ― Grenada |
| Data                                                                   | Città                                                                  | In casa                                                                | Risultato                                                              | Ospiti                                                                 | Competizione                                                           | Reti                                                                   | Note                                                                   |
| ---------------------------------------------------------------------- | ---------------------------------------------------------------------- | ---------------------------------------------------------------------- | ---------------------------------------------------------------------- | ---------------------------------------------------------------------- | ---------------------------------------------------------------------- | ---------------------------------------------------------------------- | ---------------------------------------------------------------------- |
| 12-11-2017                                                             | Couva                                                                  | Trinidad e Tobago                                                      | 2 – 2                                                                  | Grenada                                                                | Amichevole                                                             | -                                                                      | 63’                                                                    |
| 10-9-2018                                                              | Willemstad                                                             | Curaçao                                                                | 10 – 0                                                                 | Grenada                                                                | CONCACAF Nations League 2019-2020 - Qualificazioni                     | -                                                                      |                                                                        |
| 24-3-2019                                                              | Bayamón                                                                | Porto Rico                                                             | 0 – 2                                                                  | Grenada                                                                | CONCACAF Nations League 2019-2020 - Qualificazioni                     | -                                                                      | 79’                                                                    |
| 5-9-2019                                                               | Saint George's                                                         | Grenada                                                                | 2 – 1                                                                  | Saint Kitts e Nevis                                                    | CONCACAF Nations League 2019-2020 - Fase a gironi                      | -                                                                      | 77’                                                                    |
| 8-9-2019                                                               | Belmopan                                                               | Belize                                                                 | 1 – 2                                                                  | Grenada                                                                | CONCACAF Nations League 2019-2020 - Fase a gironi                      | -                                                                      | 88’                                                                    |
| 14-11-2019                                                             | Basseterre                                                             | Saint Kitts e Nevis                                                    | 0 – 0                                                                  | Grenada                                                                | CONCACAF Nations League 2019-2020 - Fase a gironi                      | -                                                                      | 90’                                                                    |
| 25-3-2021                                                              | San Salvador                                                           | El Salvador                                                            | 2 – 0                                                                  | Grenada                                                                | Qual. Mondiali 2022                                                    | -                                                                      |                                                                        |
| 4-6-2021                                                               | North Sound                                                            | Antigua e Barbuda                                                      | 1 – 0                                                                  | Grenada                                                                | Qual. Mondiali 2022                                                    | -                                                                      |                                                                        |
| 13-7-2021                                                              | Houston                                                                | Honduras                                                               | 4 – 0                                                                  | Grenada                                                                | Gold Cup 2021 - 1º turno                                               | -                                                                      | 60’                                                                    |
| 17-7-2021                                                              | Houston                                                                | Qatar                                                                  | 4 – 0                                                                  | Grenada                                                                | Gold Cup 2021 - 1º turno                                               | -                                                                      | 75’                                                                    |
| 21-7-2021                                                              | Orlando                                                                | Grenada                                                                | 1 – 3                                                                  | Panama                                                                 | Gold Cup 2021 - 1º turno                                               | -                                                                      | 57’                                                                    |
| 23-3-2022                                                              | Gibilterra                                                             | Gibilterra                                                             | 0 – 0                                                                  | Grenada                                                                | Amichevole                                                             | -                                                                      |                                                                        |
| Totale                                                                 |                                                                        | Presenze                                                               | 12                                                                     |                                                                        | Reti                                                                   | 0                                                                      |                                                                        |